# Fiat Tipo
A Fiat Tipo az olasz Fiat autógyár által 1988-tól 1995-ig gyártott személyautó volt, majd 2015-től újra elkezdték gyártani Törökország-ban.

## Története
Az első Tipo 1988 januárjában készült el a Fiat Ritmo utódjaként és a Fiat Uno nagyobb testvéreként. Az autó 1989-ben elnyerte az Az Év Autója Díjat. 1993-ig a DGT változatot digitális műszerfallal gyártották.
1993-ban érkezett el a modellfrissítés ideje. Ezen modellfrissítés keretében készült el a 3-ajtós változat, szűnt meg a digitális műszerfal és váltotta fel az analóg műszerfal újra.
1995-ben szűnt meg a Fiat Tipo gyártása és váltotta fel a Fiat Bravo/Fiat Brava modellpáros.
2015-ben megkezdődött az újbóli gyártasa.

## Műszaki adatok

### Motorok
benzines
- 1,1-l-8V-OHC-R4, 55 LE
- 1,4-l-8V-OHC-R4, 71–72 LE
- 1,6-l-8V-OHC-R4, 75–78 LE
- 1,6-l-8V-DOHC-R4, 90 LE
- 1,8-l-8V-DOHC-R4, 90–104 LE
- 1,8-l-16V-DOHC-R4, 136 LE
- 2,0-l-8V-DOHC-R4, 113 LE
- 2,0-l-16V-DOHC-R4, 139–147 LE

dízel
- 1,7-l-Dízel-R4, 57 LE
- 1,9-l-Dízel-R4, 65 LE
- 1,9-l-Turbodiesel-R4, 80–92 LE

## Fiat Tipo 1.4 (Első generáció) 1988-1995
Karosszéria
- Ajtók száma: 5
- Ülések száma: 5

Motor és erőátvitel
- Hengerszám: 4
- Lökettérfogat: 1372 cm³
- Furat / löket: 80,5/67,4mm
- Sűrítési viszony: 9,2
- Hengerenkénti szelepszám: 2
- Teljesítmény (LE (kW) / 1 min): 78(57)/6000
- Nyomaték (Nm / 1 min): 108/2900
- Kézi váltó fokozatai: 5

Futómű
- Abroncsok (szériakivitel): 165/70 R13

Méret és tömeg
- Tengelytáv (mm): 2540
- Nyomtáv elöl (mm): 1436
- Nyomtáv hátul (mm): 1415
- Hosszúság (mm): 3958
- Szélesség (mm): 1700
- Magasság (mm): 1450
- Saját tömeg menetkészen (kg): 945
- Megengedett össztömeg (kg): 1490
- Csomagtér (l): 350/1100
- Üzemanyagtartály (l): 55,0

Menetteljesítmények
- Gyorsulás 0–100 km/h (mp): 12,6
- Végsebesség (km/h): 167
- Fogyasztás városban (l / 100 km): 8,8
- Fogyasztás országúton (l / 100 km): 5,4
- Átlagfogyasztás (l / 100 km): 7,2
- Üzemanyagfajta: 95